# Poljica (Jelsa)
Poljica falu Horvátországban, Hvar szigetén. Közigazgatásilag Jelsához tartozik.

## Fekvése
Splittől légvonalban 49 km-re délkeletre, Jelsától légvonalban 8, közúton 14 km-re keletre, a Hvar sziget középső részén, a szigete átszelő 116-os út mentén fekszik. A falu 2 km-re fekszik az északi tengerparttól, ahova 2003-ban aszfaltozott utat építettek, mely a Mala Stvina- és a Zečja-öbölbe vezet.

## Története
A 15. századtól szigettel együtt a Velencei Köztársaság fennhatósága alá tartozott. A velencei uralomnak 1797-ben vége szakadt és osztrák csapatok vonultak be Dalmáciába. 1806-ban a sziget az osztrákokat legyőző franciák uralma alá került, de Napóleon lipcsei veresége után újra az osztrákoké lett. 1857-ben 145, 1910-ben 295 lakosa volt. 1918-ban az új szerb-horvát-szlovén állam, majd később Jugoszlávia része lett. A II. világháború után a szocialista Jugoszláviához került. A 20. század közepétől lakói a szőlőtermesztés mellett a levendula termesztésére tértek át. 1991-től a független Horvátország része. 2011-ben 59 lakosa volt. 

## Népesség
| Lakosság változása | Lakosság változása | Lakosság változása | Lakosság változása | Lakosság változása | Lakosság változása | Lakosság változása | Lakosság változása | Lakosság változása | Lakosság változása | Lakosság változása | Lakosság változása | Lakosság változása | Lakosság változása | Lakosság változása | Lakosság változása |
| ------------------ | ------------------ | ------------------ | ------------------ | ------------------ | ------------------ | ------------------ | ------------------ | ------------------ | ------------------ | ------------------ | ------------------ | ------------------ | ------------------ | ------------------ | ------------------ |
| 1857               | 1869               | 1880               | 1890               | 1900               | 1910               | 1921               | 1931               | 1948               | 1953               | 1961               | 1971               | 1981               | 1991               | 2001               | 2011               |
| 145                | 0                  | 30                 | 233                | 314                | 295                | 297                | 291                | 293                | 287                | 250                | 196                | 130                | 84                 | 68                 | 59                 |

(1869-ben lakosságát Zastražišćéhez számították.)

## Nevezetességei
- A település legjelentősebb épülete a Keresztelő Szent János templom.

- Itt találtható az Angelini (később Duboković-Nadalini) család 18. századi barokk nyaralója.

## Gazdaság
A helyi gazdaság alapját a mezőgazdaság, a halászat és az állattenyésztés (juh és kecske) adja. Közülük az utóbbi időben a mezőgazdaság kapott nagyobb hangsúlyt az olívaolaj, a szőlő és a levendula termeléssel. A szigetnek ezen a részén különösen kedvezőek a feltételek az olajfák termesztéséhez, melyek terméséből kiváló minőségű olívaolajat állítanak elő. A településen turistaszállások nemigen vannak, de a jövő nézve tervben van a falusi turizmus fejlesztése. A tengerparti strandok közül évről évre a Mala Stiniva-öböl vonzza a legtöbb turistát.